# Giannalberto Bendazzi
Giannalberto Bendazzi, né le 17 juillet 1946 à Ravenne en Italie et mort le 13 décembre 2021, est un historien italien spécialiste du cinéma d'animation et du dessin animé, ainsi qu'un écrivain et un professeur.

## Biographie
Giannalberto Bendazzi est notamment l'auteur de l'ouvrage encyclopédique, en anglais, Animation, une histoire mondiale (Animation: A World History) — également traduit en italien sous le nom Animazione - una storia globale —, œuvre de référence dans le domaine, qu'il a mis 7 ans à compiler. L'ouvrage, comportant des œuvres de tous les continents, est décomposé en trois volumes correspondant à trois grandes périodes du cinéma d'animation.

## Œuvres
- Giannalberto Bendazzi (trad. Geneviève Vidal), Le Film d'animation, tome 1 : du dessin animé à l'image de synthèse, Pensée sauvage, 1985, 190 p. (ISBN 978-2-859-19050-7)
- Giannalberto Bendazzi (trad. Marina Gagliano, préf. Alexandre Alexeieff), Cartoons / le cinéma d'animation 1892-1992, Liana Levi, 1991, 704 p. (ISBN 978-2-86746-073-9)
- (en) Giannalberto Bendazzi, Cartoons: One Hundred Years of Cinema Animation, 1995
- (en + fr) Giannalberto Bendazzi, Alexeieff – Itinéraire d’un maître / Itinerary of a Master, Paris, Dreamland, 2001, 320 p. (ISBN 978-2-910-02775-9)
- (it) Giannalberto Bendazzi et Raffaela Scrimitore, Il cinema d'animazione e la nuova critica, Milano, CUEM, 2006, 203 p.
- (en) Quirino Cristiani, pionero del cine de animación, Buenos Aires, Ediciones de la Flor, 2008, 192 p. (ISBN 978-9-505-15582-8)
- (en) Giannalberto Bendazzi (préf. Eric Goldberg, Tom Sito, Maureen Furniss, John Canemaker, Jerzy Kucia, Priit Pärn, Bruno Bozzetto, Yamamura Koji, Michel Ocelot), Animation A World History, vol. I : Foundations — The Golden Age, CRC Press, Focal Press, 2016 (ISBN 978-1-138-85452-9) (3 volumes:  (ISBN 978-1-138-94307-0))
- (en) Giannalberto Bendazzi, Animation A World History, vol. II : The birth of a style — the three markets, CRC Press, Focal Press, 2017 (ISBN 978-1-138-03532-4)
- (en) Giannalberto Bendazzi, Animation A World History, vol. III : Contemporary Times, CRC Press, Focal Press, 2017 (ISBN 978-1-138-85482-6, e-ISSN 978-1-315-72074-6[à vérifier : ISSN invalide])
  - Traduction (it) Animazione - una storia globale, 2017
  - Traduction : (en) Giannalberto Bendazzi, Twice the First: Quirino Cristiani and the Animated Feature Film, CRC Press, 2017 (ISBN 978-1-138-55446-7)
- (en) Giannalberto Bendazzi, A Moving Subject, 2020
- (it) Giannalberto Bendazzi, Zibaldone animato, 2020, 160 p.

## Prix et distinctions
En 2004, il obtient au festival international d'animation Animafest Zagreb en Croatie, le « prix de l'excellence de l'ensemble de son œuvre en théorie de l'animation » (anglais : Award for Outstanding Achievement in Animation Theory).
L'Association internationale du film d'animation (ASIFA) lui décerne, en 2016, le prix pour l'ensemble de son œuvre, qui lui est également remis pendant l'Animafest Zagreb.
Il reçoit la Médaille d'Honneur Albín Brunovský en 2018 à la Biennale d'animation de Bratislava.
En 2019, il reçoit un doctorat honoris causa de l'université Lusófona.